# Economia do Peru
A economia do Peru até a década de noventa foi baseada na exploração de minérios como a prata (terceiro produtor mundial) e o cobre (oitavo). Hoje é uma economia emergente com grande capacidade de diversificação. A taxa de pobreza, segundo dados oficiais é de 22,7% e a taxa de pobreza extrema é de 4,2% 
A economia do Peru registou o maior crescimento na América Latina em 2015, de acordo com o Fundo Monetário Internacional (FMI), chegando a 3%, maior do que países como o Brasil, estimada em 0,03% em 2015

## História Econômica

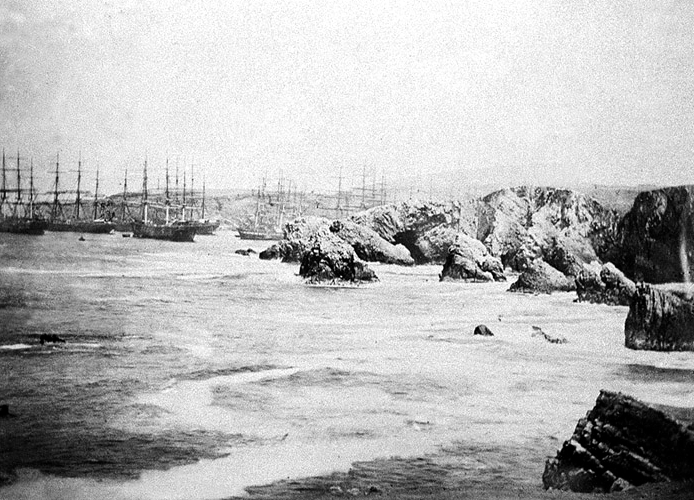
Carregamento de guano nas Ilhas Chincha. Costa do Peru, por volta de 1866.

Após a independência do Peru, em 1821, o modelo econômico peruano foi baseada na exploração de prata, único produto exportado. Sendo a mineração de prata a base da economia peruana, essa dependência tornava a economia peruana muito frágil. As Guerras européias e a invasão napoleônica da Espanha bloquearam o comércio com o Peru, provocando uma grave crise econômica e gerando vários conflitos. Depois da Independência, a instabilidade política impediu o desenvolvimento da agricultura e do comércio, pelo que a principal produção nacional permaneceu, a prata. No entanto, a alta carga tributária que lhe é imposta pelo governo republicano, impediu o crescimento desse sector, pelo que o país começou a depender do crédito comercial.
Durante a primeira metade do século XX, o país atravessou uma profunda instabilidade política e económica com guerras civis, golpes de estado e revoluções permanentes, provocando a estagnação da economia. O país não recebia investimento, e baseou sua economia na produção de guano, único produto que conseguia exportar.
O governo de direita do Belaunde deixou o país numa profunda crise econômica. Os investimentos caíram de 21,2% em 1982 e 12,2% em 1985. Em 1983, a economia peruana entrou em crise, o PIB caiu -12,2%. Em 1980, a renda per capita foi de $ 1,232 e em 1985 atingiu apenas 1,050 dólares. Após 1982, o governo do Belaunde executou um "programa de ajuste", para combater o alarmante deficit fiscal, o FMI forçou o governo a reduzir o orçamento do Estado, a aumentar as taxas de serviços públicos e a desvalorizar a moeda nacional. Embora em 1985 o déficit do setor público foi de apenas 2,7% do PIB, o menor nível desde 1979, este cresceu mais uma vez, em 1986, para 5,1%.
A 28 de julho de 1985, Alan García assumiu o governo peruano, tendo o preço da gasolina subido de repente, em 25%. Até Outubro de 1986, a diferença entre o dólar oficial e paralelo variou entre 24,5 e 27%. No entanto, o medo de uma crise e com a perda de reservas no final de 1986, esta diferença chegou a 43%.
Em 1987, a crise que começou em 1980 continuou, e o país estava à beira da falência. No final de 1987 a inflação começou a crescer numa cadência galopante (114,5% em dezembro de 1987), o balanço de pagamentos teve um deficit de 521 milhões dólares americanos, o maior deficit desde 1981, e as reservas internacionais continuaram a cair. No final dos anos oitenta, os preços subiam 40% cada mês. Nos piores momentos, chegou-se a 60% ao mês. A inflação acumulada, durante o governo de Alan García, foi de mais de 2.000.000%.
O novo ministro da Economia e Finanças, Abel Salinas, anunciou o choque económico, o sexto de setembro de 1988. O plano, chamado Zero, ajudou a gerar inflação ainda maior, especialmente em relação aos produtos importados. Assim, por exemplo, o preço dos produtos farmacêuticos aumentou 600% e 400% de gasolina. Desde setembro de 1988, a inflação tornou-se hiperinflação. Naquele mês, os preços subiram 114%. A escassez de matérias-primas e alimentos é agravado. A longa greve na indústria de mineração contribuiu para as exportações caíram agravando ainda mais o défice da balança comercial. As reservas internacionais são perto de zero. O aumento do desemprego ea queda dos rendimentos drástica foi o custo social do desastre econômico.O consumo per capita caiu 50%, o nível de subemprego foi de 73% um resultado desastroso no final do governo de Alan Garcia, o número de horas perdidas devido a disputas trabalhistas aumentaram 6 milhões em 1985 para 124 milhões em 1990. O número de famílias pobres em todo o Peru, de 70,7% para o período 1985-1986.
Alberto Fujimori venceu as eleições de 1990 afirmando que não se aplicaria um choque econômico. Em 8 de agosto de 1990, o governo de Fujimori anunciou  um choque econômico chamado "Fujishock": a  taxa de câmbio foi desvalorizado em 227%, desemprego subiu para 73%, a inflação chegou a 7.694,6%. (114.5% em 1987, 1722% em 1988, 2775% em 1989, e 7694 em 1990). A presença armada não impediu os protestos maciços. Tentativas em todo o país começaram a saquear e havia longas filas para comprar itens básicos como açúcar. O Fujishock continuou, o preço da gasolina aumentou 3.000 por cento. Fujimori  decretou sobe em grampos da ordem de 160 por cento e 300 por cento. Depois de 'Fujishock' o nível de pobreza no país aumentou mais de 10 pontos. A desvalorização foi alta e durante seu governo teve que ser mudado duas vezes a moeda oficial (e inti sol), porque ele rapidamente se tornou inútil. Isso levou a muita especulação e escassez de alimentos básicos.
Durante o governo neoliberal de Fujimori ou sem hiperinflação parou, continuou a economia estagnada, a pobreza aumentou e houve saques ocasionais supermercados e pequenas lojas.  Em 1992, Fujimori dá um golpe e fecha o Parlamento, suspendeu a constituição eo Estado de direito, vantagem desta situação para realizar a privatização massiva e indiscriminada abertura da economia e houve corrupção generalizada. Ao tornar-se o governo em um regime autoritário altos funcionários do governo ligados a Fujimori estavam envolvidos em operações sujas, chantagem, peculato e outros crimes. A Corrupção no regime Fujimori teve um impacto sobre os altos níveis de pobreza que o país enfrenta.
Depois de uma década sob o regime de Alberto Fujimori, em 2001, foi eleito Alejandro Toledo, durante sua administração (2001-2006) o percentual de famílias abaixo da linha de pobreza aumentou de 54% em 1980 para 56.8% em 1993 e 57% em 2005. a taxa de subemprego aumentou de 38,2% em 2000 para 40,9% em 2005. Alejandro Toledo declarada em maio de 2003, estado de emergência em todo o país para evitar estouro social, após uma onda de protestos em massa e greves de professores, agricultores e trabalhadores de saúde, para exigir melhores salários e de trabalho.
Em 2005 foi eleito Alan Garcia de novo, depois de várias décadas e começou a ficar investimento no país. Os efeitos da crise financeira mundial atingiu o país em 2008 em meio a uma desaceleração econômica no entanto, entre 2009 e 2011, o crescimento econômico no Peru levou mundial.
Em 2013, a crise econômica internacional continua, no entanto Peru alcançou o segundo lugar em crescimento em latim Latina. Em 2015 Peru mantém um crescimento de 3% quando países como o Brasil ou a Venezuela já tem crescimento negativo.

## Setor informal
Hoje em dia o setor informal ocupa grande parte da economia peruana (cerca de 60%), o que significa que a maioria dos trabalhadores não têm segurança social, férias e outros benefícios associados com um emprego formal. Pobreza representou a 22,7% da população (2014) e extrema pobreza estava em 4,2% (INEI).

## Produção agrícola e pesca

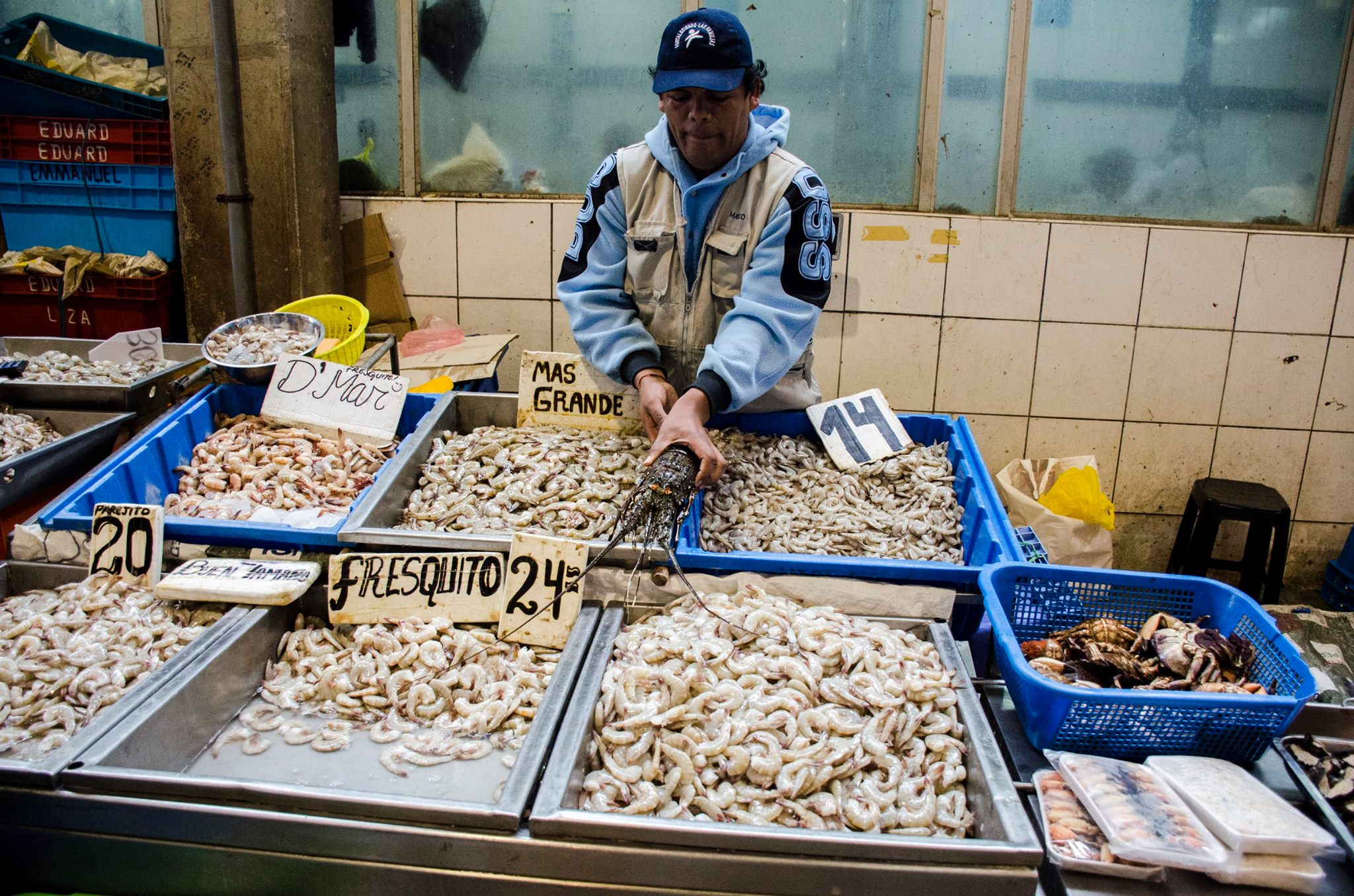
Mercado pesqueiro no Peru

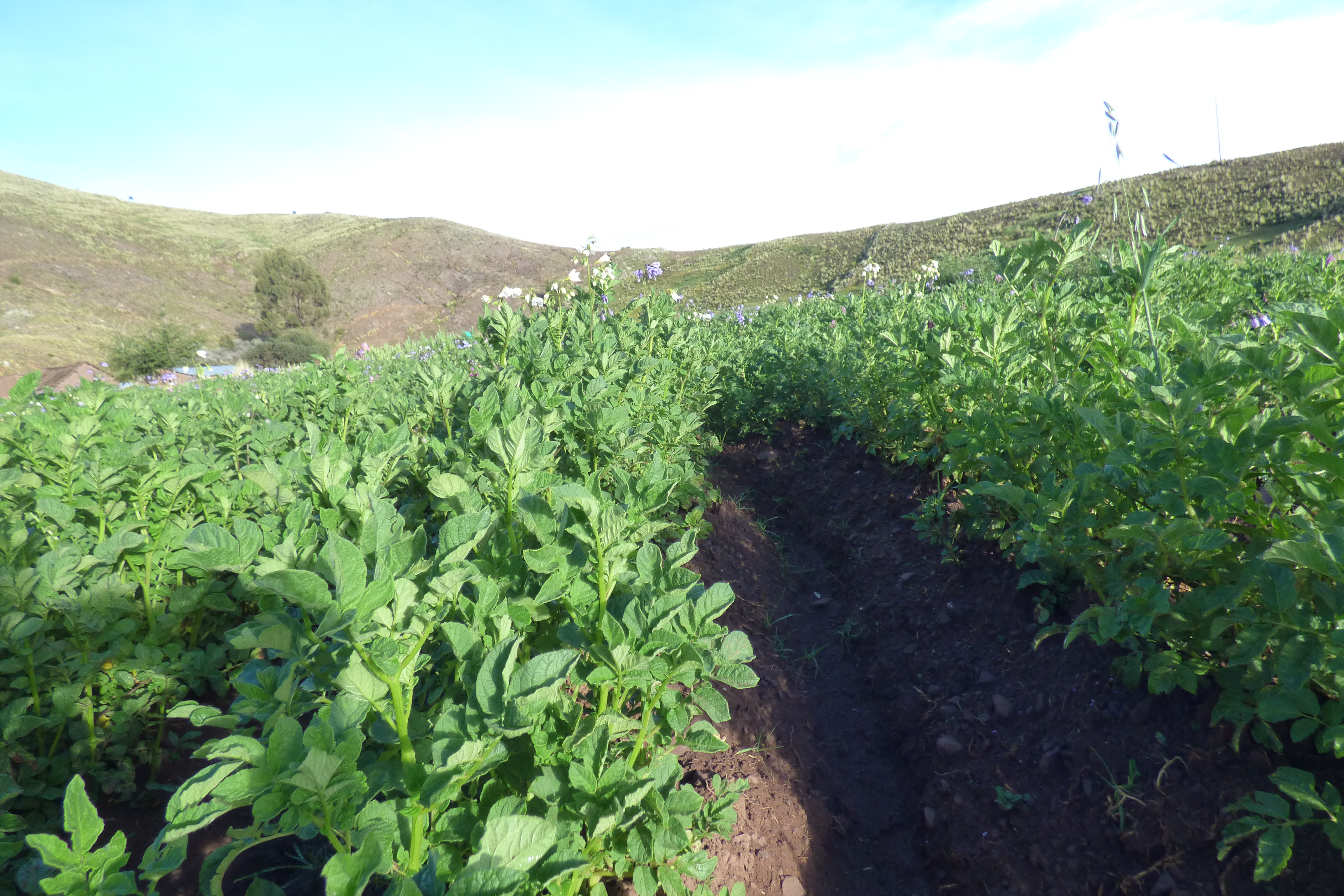
Batata, o mais tradicional cultivo do Peru

As exportações agrícolas tradicionais caiu 40,6 por cento, no entanto não há exportações agrícolas, não tradicionais para, eles multipicaram cinco vezes. Sua agricultura é à base de milho e batata, cultivados nas serras. hoje em dia a agricultura peruana está em crise: mais de 20 mil produtores de café estão à beira da falência, com perdas de US $ 210 milhões, devido à crise econômica
produção de algodão, a das cultura mais importantes, cairá 30% em 2013,e é provável que caia ainda mais, a produção de cana-de-açúcar também está em declínio Nos últimos anos, se consolidou como o maior produtor de coca no mundo a atividade pesqueira esta estagnada. As exportações de produtos agrícolas tradicionais, que são café, cana-de-açúcar e algodão caiu 40,6% no primeiro semestre de 2013, as exportações agrícolas cairia entre 20% e 25%.
O Peru é um dos 5 maiores produtores de abacate, mirtilo, alcachofra e aspargos, um dos 10 maiores produtores mundiais de café e cacau, e um dos 15 maiores produtores mundiais de batata e abacaxi. 
O Peru produziu, em 2018, 10,3 milhões de toneladas de cana-de-açúcar, 5,1 milhão de toneladas de batata, 3,5 milhão de toneladas de arroz, 2,2 milhão de toneladas de banana, 1,5 milhão de toneladas de milho, 1,2 milhão de toneladas de mandioca, 921 mil toneladas de óleo de palma, 645 mil toneladas de uva, 548 mil toneladas de abacaxi, 504 mil toneladas de abacate, 481 mil toneladas de tangerina, 502 mil toneladas de laranja, 369 mil toneladas de café, 383 mil toneladas de manga, 360 mil toneladas de aspargo, 270 mil toneladas de limão, 252 mil toneladas de tomate, 207 mil toneladas de cevada, 195 mil toneladas de trigo, 188 mil toneladas de azeitona, 187 mil toneladas de cenoura, 175 mil toneladas de mamão, 175 mil toneladas de pimenta, 154 mil toneladas de alcachofra, 140 mil toneladas de maçã, 134 mil toneladas de cacau, além de produções menores de outros produtos agrícolas. 
Na pecuária, o Peru é um dos 20 maiores produtores do mundo de carne de frango. 

## A indústria da cocaína
A indústria peruana de cocaína é tão grande como é hoje por causa de nações industriais avançadas. Esta alta demanda criou um quadro de dependência "A Coca-dólares". [133] O dinheiro do tráfico de cocaína alimenta as economias locais, e apoia a economia de populações brasileiras, e até mesmo provoca mudanças sociais, tais como o fumo de cocaína entre os indígenas peruanos. A agricultura Coca hoje é ainda uma importante fonte de renda para os camponeses, uma vez que é responsável por 48% da renda familiar líquida total na região do alto de coca rio Apurimac.

## Mineração

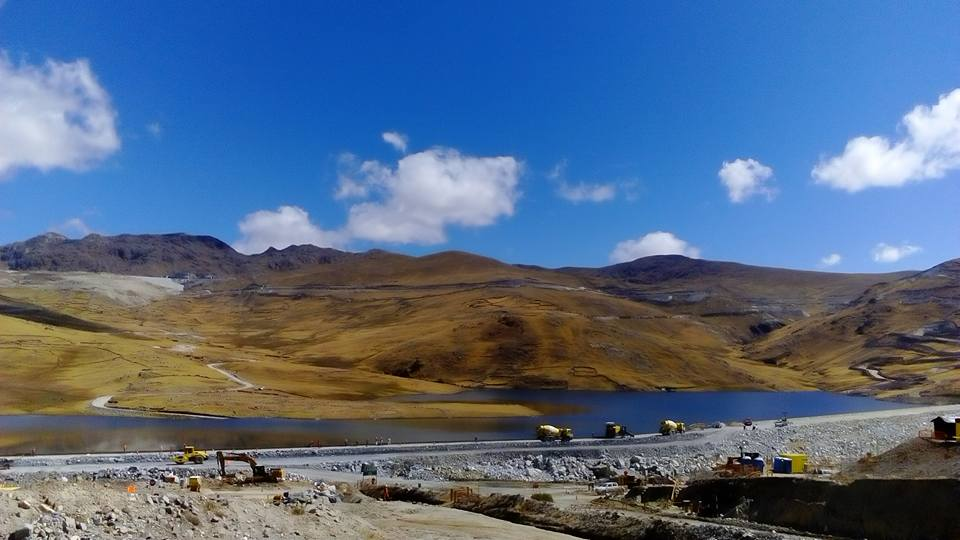
Mina de cobre no Peru

A mineração é um importante pilar da economia peruana. Em 2019, o país era o segundo produtor mundial de cobre e prata, oitavo produtor mundial de ouro, terceiro produtor mundial de chumbo, segundo produtor mundial de zinco, o quarto maior produtor mundial de estanho, o quinto maior produtor mundial de boro e o quarto maior produtor mundial de molibdênio. O país já foi o maior produtor mundial de prata, mas perdeu sua posição para o México. Foi também um dos 5 maiores produtores de ouro do mundo. Também foi um grande produtor de iodo. 
A mineração, principal produto de exportação registrou uma queda de 14,2% A mineração ilegal é o problema grave no Peru. Estima-se que 60 mil famílias envolvidas na mineração ilegal, e 300 mil pessoas que estão  dependentes desta atividade. Este montante representa 14% da produção do país.
Várias empresas de mineração têm anunciado o seu encerramento

## Gás natural
Na produção de gás natural, em 2018, o Peru produziu 451 bcf (bilhões de pés cúbicos), sendo um dos países da América do Sul com menor produção neste setor (atrás da Argentina, Venezuela, Brasil e Bolívia, mas acima da Colômbia).

## Indústria
O Banco Mundial lista os principais países produtores a cada ano, com base no valor total da produção. Pela lista de 2019, o Peru tem a 50ª indústria mais valiosa do mundo (U $ 28,7 bilhões), bem atrás de México, Brasil, Venezuela e Argentina, pouco inferior à Colômbia, e levemente superior ao Chile. 

## Comércio exterior

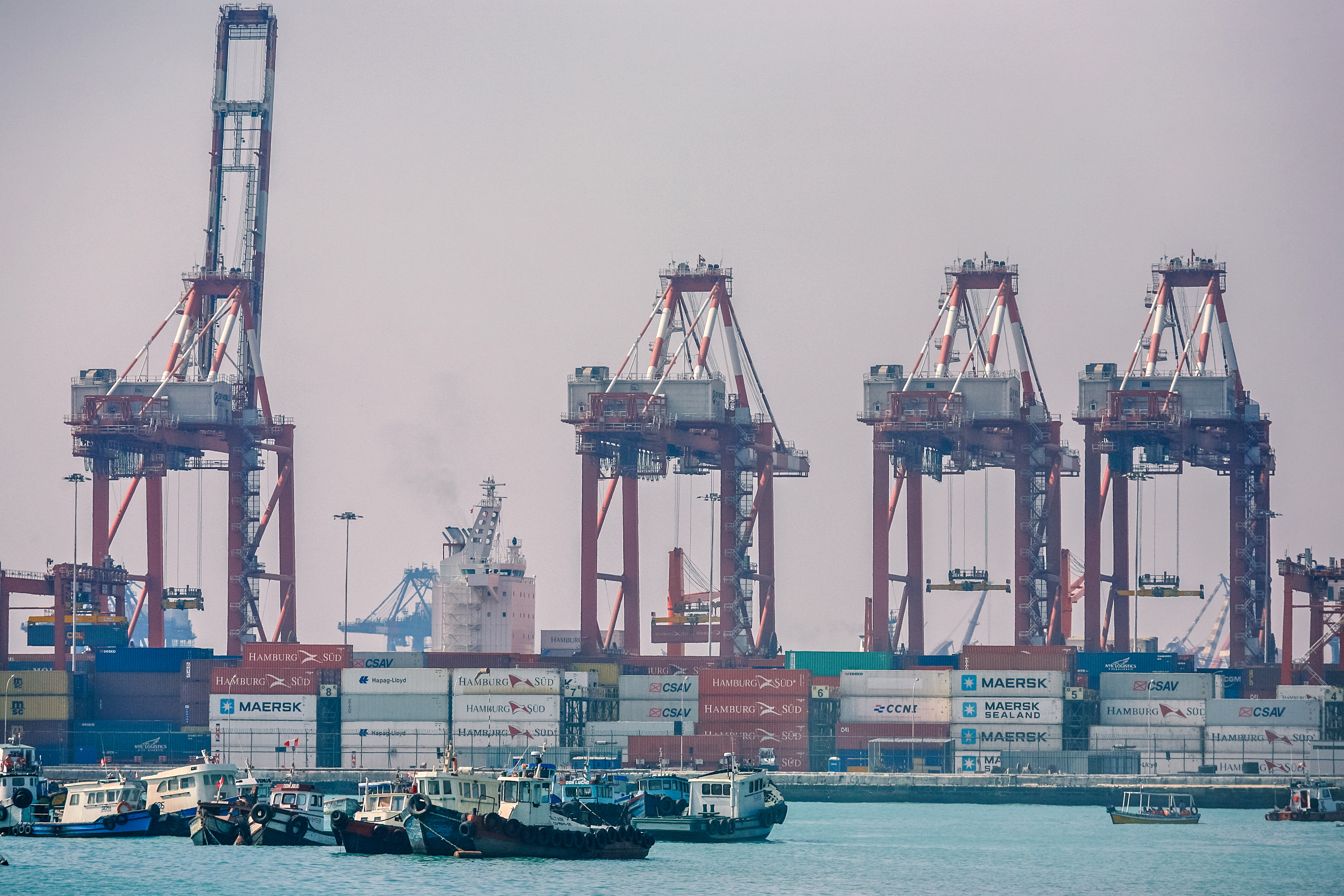
Porto de Callao

Em 2020, o Peru foi o 54º maior exportador do mundo (US $ 45 bilhões), 0,2% do total mundial. 
A tendência de exportação de Peru está em crise. De acordo da Câmara de Comércio de Lima (CCL), entre janeiro e abril, as exportações nacionais caiu 14%, as exportações tradicionais caiu 17%, o setor de mineração caiu 19% devido à queda em transferências de ouro (23%), cobre (15%) e de chumbo (50%). Apresentou maior redução no sub-setor agrícola, com uma diminuição de 54%. Enquanto isso, o setor da pesca caiu 51%, também teve vendas menores na indústria têxtil-vestuário (18%).
O Peru faz parte do Apec (Asia-Pacific Economic Cooperation). Desde a entrada em vigor do acordo em 2010, a indústria têxtil e do vestuário está em crise, cerca de 14.000 empresas fecharam as portas, porque eles não podiam pagar suas dívidas ou competir com os preços baixos. Devido a isso, estima-se que em 2013 30 mil empregos serão perdidos em Lima. Tem Tratados de Livre Comércio (TLC) com NAFTA, Chile, China, Panamá, Tailândia e com a União Europeia. Os TLC não teve os resultados esperados e resultou em um fracazo, as exportações para 15 países e blocos com os quais Peru tem em vigor TLC caiu de 20,549 milhões de dólares no primeiro semestre de 2012-17,969 milhões dólares nos primeiros seis meses deste ano.

## Turismo

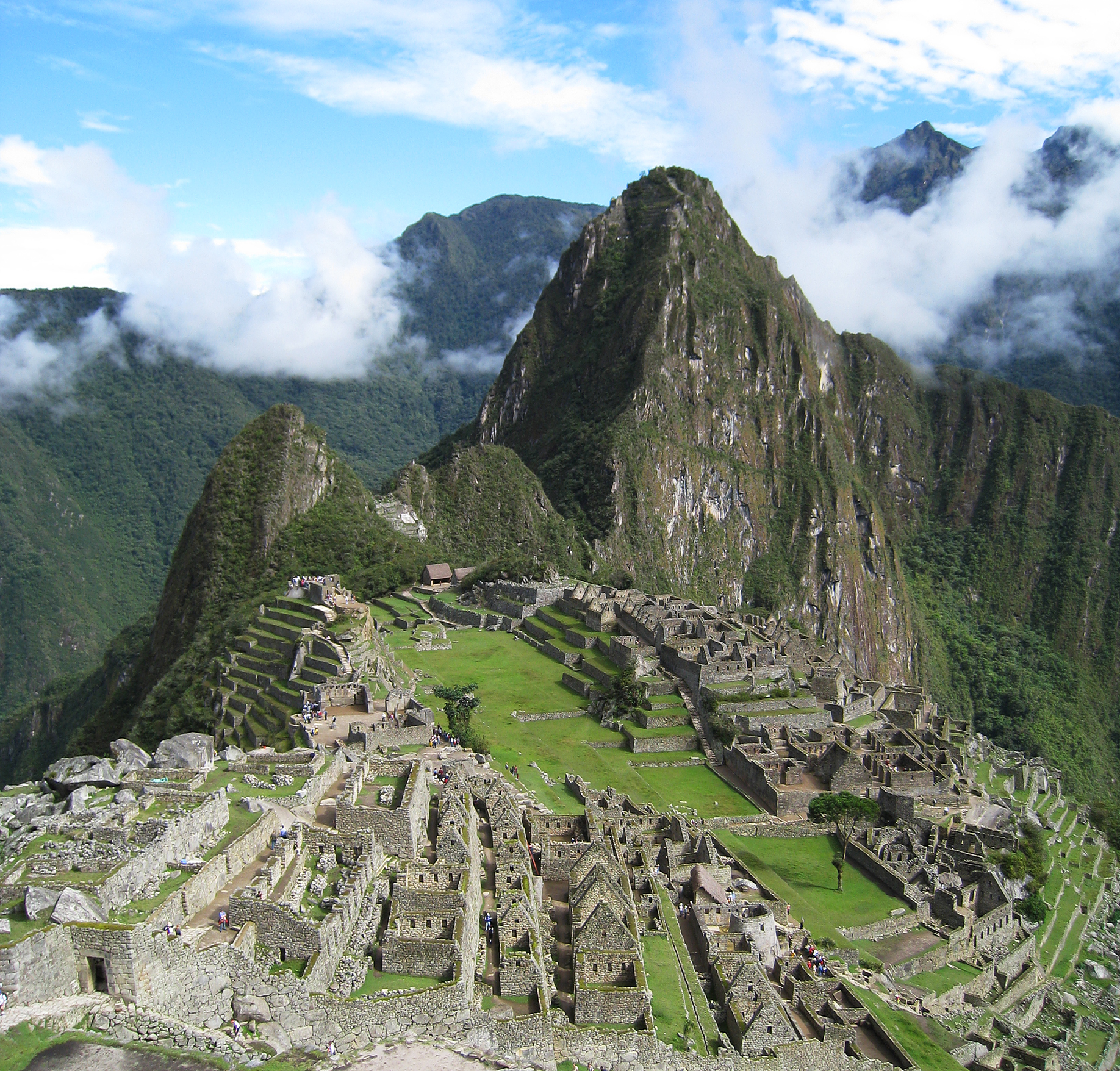
Machu Picchu

Na lista dos destinos turísticos mundiais, em 2018, o Peru foi o 60° país mais visitado do mundo, com 4,4 milhões de turistas internacionais (e receitas de US $ 3,9 bilhões). Um dos pontos turísticos mais famosos é Machu Picchu. 